# 阿姆斯特丹森林
阿姆斯特丹森林（荷蘭語：Amsterdamse Bos）是位于荷兰阿姆斯特丹、阿姆斯特尔芬和阿尔斯梅尔的一座公园。